# Mardochai Schloß
Marx Nathan genannt Mardochai Schloß (* 1672 in Frankfurt am Main; † 1747/1748 in Stuttgart) war Händler und seit 1706 Hoffaktor in Stuttgart sowie Vorsteher der israelitischen Gemeinde.

## Familie
Mardochai oder Marx Schloß war der Sohn des Nathan Moses Schloß (ca. 1645–1712) in Frankfurt. Seine Tochter Judle heiratete 1733 in Stuttgart Elias Hayum; beide sind die Stammeltern der Mannheimer Bankiers- und Fabrikantenfamilie Mayer.

## Leben
Mardochai Schloß, wie Marx Nathan von den Juden nach dem Stammhaus seiner Familie im Frankfurter Juden-Getto genannt wurde, kam 1706 von Frankfurt am Main nach Stuttgart, wo er sich als Hoffaktor und Händler, u. a. auch für Wachslichter und Weinstein, niederließ. Dort dürfte er auch bald geheiratet haben.
Er hielt als orthodoxer Jude bewusst gesellschaftlichen Abstand zum mächtigen Geheimen Finanzrat Joseph Süß Oppenheimer, übernahm am Ende aber doch 1738 in seiner Funktion als Vorsteher der kleinen israelitischen Gemeinde in Stuttgart die Aufgabe, den Todeskandidaten auf dessen Wunsch hin auf die Hinrichtung vorzubereiten.

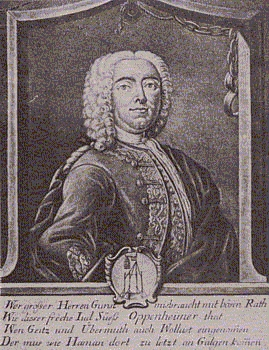
Joseph Süß Oppenheimer

Zwei Monate nach der Verhaftung des Joseph Süß und dem Beginn des politischen Umsturzes am 12. März 1737, der von völlig unkontrollierten Judenverfolgungen begleitet wurde, bat Marx Nathan im Mai 1737 die Stuttgarter Regierung schriftlich um Schutz für die jüdische Gemeinde und seine eigene Familie: „Nachdem aber die allhiesige Handwerksbursch und Buben nicht nachlassen, uns, wann wir auf der Gassen gehen, allerhand Schimpfreden nachzurufen, zu klopfen, zu schmähen, ja gar mit Steinen zu werfen, so daß wir vor selbigen des Lebens nicht mehr sicher sein, wie dann vor etlich Tagen nach meinem hinkünftigen Tochtermann Seligmann mit einem Stein von einem Haus herab geworfen worden, welcher, wann er ihn getroffen, sein Tod hätte sein können.“
Am 16. September 1737 wurde auch er als Zeuge im Süß-Prozess offiziell vereidigt.
Nur wenige Tage vor der Hinrichtung verlangte Süß den Judenvorsteher zu sprechen, worauf Marx Nathan ihn am Sabbat, dem jüdischen Feiertag am 1. Februar 1737, nur drei Tage vor dessen Hinrichtung, in seiner Zelle aufsuchte, von diesem euphorisch begrüßt wurde und mit ihm das Sündenbekenntnis und Gebete sprach.
Zuletzt besuchte er Süß auf dessen wiederholten Wunsch noch einmal am 3. Februar 1738, am letzten Nachmittag vor der Hinrichtung, wurde von diesem in der Zelle wieder stürmisch umarmt. Süß sprach erneut das Sündenbekenntnis.
In seinem Testament bat Süß den „geehrten Rabbi Mardochai Schloß“, alle jüdischen Gemeinden wissen zu lassen, dass er, Süß, „über der Heiligung des Namens des hochgelobten Gottes gestorben ist“ – also in jüdischem Glauben.
Schließlich besorgte Marx Nathan ihm eine Abschrift der Zehn Gebote auf Hebräisch, die dieser sogar bei seiner Hinrichtung, mit einem schwarzen Tuch um die Stirn gebunden, trug.
Bereits Ende April 1738 finanzierte Marx Nathan den Druck eines Flugblattes über die letzten Lebensstunden des Joseph Süß Oppenheimer, das von Salomon Schächter, der mit Marx Nathan gemeinsam Süß in dessen Zelle besucht hatte, geschrieben wurde.